# Sjenjak (Tuzla, BiH)
Sjenjak je mjesna zajednica grada Tuzle.

## Zemljopisni položaj
Nalazi se sjeverno od rijeke Jale. Okružuju ga Brčanska malta, Skojevska, Sepetari, Luke i Ši Selo.

## Stanovništvo
Spada u urbano područje općine Tuzle. U njemu je 31. prosinca 2006. godine prema statističkim procjenama živjelo 9.440 stanovnika u 2.336 domaćinstva.